# Юнгблюд, Валерий Теодорович
Валерий Теодорович Юнгблюд (род. 22 декабря 1958, Созимский, Кировская область) — ректор Вятского государственного гуманитарного  университета (2010—2016), Президент Вятского государственного университета (с 2017); доктор исторических наук, профессор, член-корреспондент РАЕН.

## Биография
Родился в пос. Созимский (ныне — Верхнекамского района).
В 1976 году поступил в Кировский государственный педагогический университет. После окончания университета в 1981 году стал учителем истории и обществоведения Созимской средней школы. В 1984 году работал преподавателем в Кировской авиационном техникуме. В 1988 году поступил в аспирантуру Ленинградского государственного педагогического института, где в 1990 году защитил кандидатскую диссертацию под руководством профессора Виктора Константиновича Фураева. В 1997 году защитил докторскую диссертацию и стал заведующим кафедры всеобщей истории Вятского государственного педагогического университета. В 1999 году назначен на должность проректора по научно-исследовательской работе университета, с 2010 по 2016 года был ректором Вятского государственного гуманитарного университета. Руководитель научной школы «США в системе международных отношений» и научно-исследовательской лаборатории «Международные отношения в XX веке».

## Санкции
6 марта 2022 года после вторжения России на Украину подписал письмо в поддержу российской агрессии. С 9 июня 2022 года находится под персональными санкциями Украины за поддержку войны. Также был внесён ФБК в список коррупционеров и разжигателей войны за поддержку нападения на Украину, 16 марта 2022 года форумом свободной России внесён в «Список Путина» и доклад «поджигателей войны» с предложением введения против него международных санкций.

## Научная деятельность

### Избранные труды
Диссертации
- Внешнеполитическая мысль США 1933—1941 гг. : (Эволюция воззрений и формирование механизма их реализации) : Автореф. дис. … канд. ист. наук : (07.00.03) / Ленингр. гос. пед. ин-т им. А. И. Герцена. — Л., 1990. — 20 с.
- Внешнеполитическая мысль США 1939—1945 гг : Автореф. дис. … д-ра ист. наук : Спец. 07.00.03 / С.-Петерб. гос. ун-т. — СПб., 1997. — 36 с.

Книги
- Юнгблюд В. Т. Внешнеполитическая мысль США 1939—1945 годов. — Киров : Б.и., 1998. — 359 с. — 1000 экз. — ISBN 5-900185-54-0.
- Юнгблюд В. Т., Костин А. А. Политика США в Югославии в 1941—1945 гг. — Киров : Изд-во Вят. гос. гуманит. ун-та, 2004 (ФГУИПП Вятка). — 238 с. — 500 экз. — ISBN 5-93825-109-5.
- Международные отношения в XX веке : сб. науч. ст. / Федер. агентство по образованию, Вят. гос. гуманит. ун-т; [редкол.: В. Т. Юнгблюд и др.]. — Киров : Изд-во Вятского гос. гуманитарного ун-та, 2007. — 191 с. — 500 экз. — ISBN 978-5-93825-425-1.
- Хрестоматия по новейшей истории стран Европы и Америки (1918—2006 гг.) : для студентов специальности 030401.65 История : [учеб. пособие] / Федер. агентство по образованию, Гос. образоват. учреждение высш. проф. образования «Вят. гос. гуманитар. ун-т», Ист. фак., Каф. всеобщ. истории; [сост. — Ю. М. Кузьмин; науч. ред. — В. Т. Юнгблюд]. — Киров : Изд-во Вятского гос. гуманитарного ун-та, 2007. — 349 с. — 500 экз. — ISBN 978-5-93825-485-5.
- Вопросы толерантности в изучении и преподавании новой и новейшей истории : сб. науч. ст. / Федер. агентство по образованию, Вят. гос. гуманит. ун-т; [редкол.: В. Т. Юнгблюд (отв. ред.) и др.]. — Киров : Изд-во Вятского гос. гуманитарного ун-та, 2007. — 238 с. — 500 экз. — ISBN 978-5-93825-460-2.
- Международные отношения в XX веке : сб. науч. ст. / Федер. агентство по образованию, Вят. гос. гуманит. ун-т; [редкол.: В. Т. Юнгблюд (отв. ред.) и др.]. — Киров : Изд-во Вятского гос. гуманитарного ун-та, 2009. — Вып. 2. — 326 с. — 500 экз. — ISBN 978-5-93825-729-0.
- 65 лет победы в Великой Отечественной войне 1941—1945 гг. : матер. обл. науч.-практ. конф., 28 апреля 2010 г., г. Киров / [редкол.: В. Т. Юнгблюд (отв. ред.) и др.]. — Киров : Изд-во Вятского гос. гуманитарного ун-та, 2010. — 149 с. — 1000 экз. — ISBN 978-5-93825-815-0.
- Калинин А. А., Юнгблюд В. Т. Греция в американо-британских отношениях в 1939—1945 гг. = Greece in American-British relationship in 1939—1945. — Киров : Вятский гос. гуманитарный ун-т (ВятГГУ), 2009. — 366 с. — 1000 экз. — ISBN 978-5-93825-728-3.
- Юнгблюд В. Т., Чучкалов А. В. Политика США в Иране в годы Второй мировой войны = The U.S. policy in Iran during the Second world war. — Киров : Изд-во Вятского гос. гуманитарного ун-та, 2011. — 414 с. — 1000 экз. — ISBN 978-5-93825-894-5.

## Награды и звания
- Почётный работник высшего профессионального образования Российской Федерации;
- Заслуженный работник высшей школы Российской Федерации
- Почётный знак «За заслуги перед Кировской областью» (2013)